# Trachyopella hardyi
Trachyopella hardyi är en tvåvingeart som först beskrevs av Joaquin A. Tenorio 1967.  Trachyopella hardyi ingår i släktet Trachyopella och familjen hoppflugor. Inga underarter finns listade i Catalogue of Life.